# Jacqueline Veuve
Jacqueline Veuve (* 29. Januar 1930 in Payerne als Jacqueline Reber; † 18. April 2013) war eine Schweizer Dokumentarfilmerin und Ethnologin.

## Leben
Nach ihrem Studium in Lausanne und an der École de bibliothécaire-documentaliste in Genf (1952–1953) ging Jacqueline Veuve im Rahmen ihrer Diplomarbeit nach Paris, wo sie 1955 den Filmemacher und Ethnologen Jean Rouch im Musée de l’Homme kennenlernte. Ihren ersten Kurzfilm Le Panier à viande drehte sie 1966 zusammen mit Yves Yersin. Zu Beginn der 1970er Jahre ging sie an das Massachusetts Institute of Technology, um mit dem Dokumentarfilmer Richard Leacock zu arbeiten; während dieser Zeit drehte sie zwei Kurzfilme über die Frauenbewegung in den Vereinigten Staaten.
1974 gründete Jacqueline Veuve ihre eigene Filmproduktionsgesellschaft Aquarius Films in Lausanne. Sie realisierte sowohl Auftragsfilme als auch freie Arbeiten. Ihr erster abendfüllender Dokumentarfilm La Mort du grand-père ou Le Sommeil du juste wurde 1978 am Filmfestival Locarno gezeigt.
Insgesamt hat Jacqueline Veuve 14 abendfüllende Filme realisiert, darunter auch einige Spielfilme (Parti sans laisser d’adresse 1982; L’Évanouie 1992). Hinzu kommen über 30 Filme mittlerer Länge sowie ein gutes Dutzend Kurzfilme. Sie gehört damit zu den produktivsten Filmschaffenden der Schweiz.
Jacqueline Veuve heiratete 1956 Léopold Veuve; sie wurde Mutter zweier Kinder.

## Filmografie
- 1966: Le Panier à viande (mit Yves Yersin)
- 1967: Dimanche de pingouins
- 1972: Les Lettres de Stalingrad
- 1972: La Grève générale de 18
- 1973: Genève, le 9 novembre 1932
- 1974: No More Fun, No More Games
- 1975: Swiss Graffiti
- 1975: Susan
- 1978: La Mort du grand-père ou Le Sommeil du juste
- 1979: L’Avenir à 15 ans
- 1982: Parti sans laisser d’adresse
- 1986: Parlez-moi d’amour
- 1987: Armand Rouiller
- 1987: La Filière (nach dem Buch von Anne-Marie Im Hof-Piguet)
- 1987: Le Sable rose de montagne
- 1988: Claude Lebet, luthier
- 1988: Michel Marlétaz, boisselier
- 1988: François Pernet, scieur-sculpteur
- 1988: Les Frères Bapst, charretiers
- 1988: O. Veuve et J. Doutaz, tavillonneurs
- 1989: Marcellin Babey, tourneur
- 1990: Chronique paysanne en Gruyère
- 1991: Le Film du cinéma suisse
- 1991: François Junod, fabricant d'automates (Episode in Gesichter der Schweiz)
- 1991: Les Émotions helvétiques
- 1992: Arnold Golay, fabricant de jouets
- 1992: Les Métiers du bois
- 1994: L’Homme des casernes
- 1994: L’Évanouie (Fernsehfilm)
- 1995: Oh! quel beau jour
- 1997: Ballade fribourgeoise (mit Dominique de Rivaz)
- 1997: Journal de Rivesaltes 1941–1942
- 1999: Chronique vigneronne
- 2000: Delphine Seyrig, portrait d’une comète (Fernsehdokumentation)
- 2000: Le Salaire de l’artiste
- 2000: Le Chalet du cœur
- 2002: Jour de marché
- 2005: La nébuleuse du cœur
- 2005: La Petite Dame du Capitole
- 2008: Un petit coin de paradis
- 2010: C’était hier

## Preise
- 1972: Prix Cinéma et Jeunesse in Cannes für Les Lettres de Stalingrad
- 1987: Prix Stella di Gibellina, Italien – Diable d’or
- 1987: Spezialpreis der SSR am Festival international du film alpin
- 1989: Prix de la Mission du Patrimoine Ethnographique, 8e Bilan international du film ethnographique, Musée de l’Homme, Paris
- 1989: Festival International Du Film Alpin, Les Diablerets
- 1992: Ehrenpreis am Filmfest München
- 1991: Chicago International Gold Hugo Award
- 1991: Grand Prix vaudois des arts
- 1998: Schweizer Filmpreis für Journal de Rivesaltes 1941–1942 (Bester Dokumentarfilm)
- 2013: Schweizer Filmpreis für ihr Lebenswerk[3] (Ehrenpreis)

## Werke
- Le boucher ambulant. Krebs, Basel 1966.

## Filme
- Chère Jacqueline (Schweiz 2005, 58 Min., Regie: Dominique de Rivaz)